# Huma Bhabha
Huma Bhabha (geb. 1962 in Karatschi, Pakistan) ist eine pakistanisch-amerikanische Bildhauerin, Objektkünstlerin, Zeichnerin und Fotografin. Sie ist vor allem wegen ihrer Skulpturen, die den Betrachter oft an außerirdische Wesen erinnern, aber auch für die Verwendung von vorgefundenen Materialien, Fundstücken und Baumaterialien bekannt.

## Leben
Huma Bhabha wurde 1962 als Tochter eines pakistanischen Geschäftsmannes und einer Künstlerin geboren. Durch die Arbeiten ihrer Mutter wurde schon früh das Interesse am Zeichnen und an der Malerei geweckt. Bhabha kam 1981 in die USA, um die Kunstschule zu besuchen. 1985 erwarb sie einen Bachelor of Arts an der Rhode Island School of Design (RISD). Danach ging sie für zwei Jahre zurück nach Pakistan und beschäftigte sich dort überwiegend mit dem Zeichnen und der Malerei. Nach ihrer Rückkehr besuchte sie die Columbia University, die sie 1989 mit einem Master of Arts abschloss. Seit 2008 unterrichtet sie zunächst im Fachbereich Druck/Malerei, danach an der Fakultät Skulpturen an der Yale University School of Art in New Haven.
Huma Bhaba ist seit 1990 mit dem Künstler Jason Fox verheiratet. Sie lebt und arbeitet in Poughkeepsie im Bundesstaat New York.

## Werk
Huma Bhabha ist vor allem wegen ihrer Skulpturen bekannt. Nachdem sie an der RISD zunächst Malerei studiert hatte, fing sie in ihrem letzten Studienjahr an, sich mit der Bildhauerei zu beschäftigen. Bhabha stellt überwiegend menschliche Figuren dar. Ihre Plastiken zeichnen sich vor allem dadurch aus, dass sie verschiedenste einfache Materialien (z. B. Ton, Styropor usw.), Fundstücke, wie beispielsweise Tierknochen und auch Alltagsgegenstände und Baumaterialien verwendet und ihre Figuren meist nicht als zusammenhängende Körper wiedergegeben werden. Klassische Materialien wie zum Beispiel Bronze verwendet sie selten. Ihre meist überlebensgroßen Figuren scheinen vom Körper als Ganzes losgelöst und es scheint, als sei die Figur  auseinandergefallen. Ihre fertigen Plastiken erwecken den Eindruck, der Vorgang der Bildhauerei sei noch nicht abgeschlossen, indem sie zum Beispiel Materialien verwendet, die zum Ausgießen von Formen benutzt werden, den Prozess aber nicht bis zum Ende führt. Dadurch scheinen ihre Figuren zerbrechlich zu sein – Bhabha möchte damit die fragile Natur des menschlichen Körpers zum Ausdruck bringen. Sie fertigt ihre Skulpturen in Rundumsicht, ihre figurativen Skulpturen, die sowohl Männer wie Frauen zeigen, enthalten teils politische oder auch religiöse Bezüge; Bhabha spielt mit kunsthistorischen Zitaten und Strömungen. Bhabhas Figuren erinnern oft an Außerirdische. Sie hat sich schon früh für Science-Fiction interessiert und wurde durch Filme wie zum Beispiel der Alien-Serie oder Star Trek inspiriert. Science-Fiction spiegelt für sie den gegenwärtigen Zustand der Welt, die Zukunft und die Hoffnung der Menschen wider. Nachdem sie sich mit den Techniken der Filmemacher vertraut gemacht hatte, die oft afrikanische Masken als Vorlagen für die Figuren nehmen, bestanden ihre ersten Werke aus Bearbeitungen verschiedener afrikanischer Masken, mit denen sie allerdings keinen Erfolg hatte. Ihr Durchbruch kam, nachdem sie während der Entstehung von Centaur für sich entschied, dass sie ihre Werke als fertiggestellt erklären könne, wann sie wolle – also auch während des eigentlichen Entstehungsprozesses –, und so dem Betrachter weitere Möglichkeiten zu einem Zugang zu ihren Werken bieten kann.
Ihr bislang größtes Werk ist And in the track of a hundred thousand years, out of the heart of dust Hope sprang again, like greenness (2007). Der Titel entspricht einem Zitat aus dem Rubaiyat von Omar Khayyam.
Neben der Bildhauerei widmet sich Bhabha auch der Fotografie und dem Zeichnen. Ihre Fotografien entstehen meist auf ihren jährlichen Reisen nach Pakistan. Nach ihrer Rückkehr bearbeitet sie dann die Fotos als Mixed Media Art mit Tusche, Aquarellfarben oder auch Kreide. Nachdem sie sich bereits während ihrer Studienzeit mit der Pastellmalerei beschäftigt hatte, begann sie vor einigen Jahren, sich wieder diesem Medium zu widmen. Ihr Hauptmotiv ist auch dort die Darstellung der menschlichen Figur, speziell das Zeichnen von Köpfen.
2013 verlieh die American Academy in Berlin Bhabha den Berlin Prize, der ein Stipendiat mit Aufenthalt in Berlin beinhaltet. Die Zeit an der Academy nutzte sie dazu, sich weiter mit der Technik des Bronzegusses zu beschäftigen.

## Ausstellungen (Auswahl)
Die erste Ausstellung ihrer Skulpturen fand 1993 statt.

### Einzelausstellungen
- 1997: Cokkie Snoei (Galerie), Rotterdam
- 1998: A. N. Gallery, Karachi
- 2008: Huma Bhabha: 2008 Emerging Artist Award Exhibition, Aldrich Contemporary Art Museum, Ridgefield, USA
- 2011: Huma Bhabha Aspen Art Museum, Aspen, USA
- 2012: Players, Collezione Maramotti, Reggio Emilia, Italien
- 2013: Unnatural Histories, MoMA PS1, New York, USA
- 2015: Huma Bhabha, Salon94 Bowery & Freemans, New York, USA

### Gruppenausstellungen
- 2002/03: Der Akt in der Kunst des 20. Jh., Kunsthalle in Emden
- 2004: Versus, mit Jason Fox, Arena Mexico Arte Contemporáneo, Guadalajara, Mexiko
- 2005: MoMa PS1, Long Island, New York
- 2010: Hareng Saur: Ensor and Contemporary Art, Museum of Contemporary Art (SMAK), Gent, Belgien
- 2010: Whitney Biennial, Whitney Museum of American Art, New York, USA
- 2011: Contemporary Magic: A Tarot Deck Art Project, Andy Warhol Museum, Pittsburgh, USA
- 2012: Intense Proximity, Palais de Tokyo, Paris, Frankreich
- 2012: Theatre of the World, Museum of Old and New Art, Moonah, Tasmanien, Australien
- 2013: Land Marks, Metropolitan Museum of Art, New York, USA
- 2013: In God we Trust, Zachęta Nationalgalerie, Warschau, Polen
- 2014: Rockaway!, MoMA PS1, Rockway Beach, New York, USA
- 2015: All the World's Futures, Zentrale Ausstellung auf der 56. Kunstbiennale, Venedig, Italien

## Auszeichnungen
- 2008 Emerging Artist Award, Aldrich Contemporary Art Museum, Ridgefield[6]
- 2013 Berlin Prize, Stipendiat an der American Academy in Berlin

2023 wurde er zum Mitglied der American Academy of Arts and Letters gewählt.

## Werke (Auswahl)
- 2000, Centaur
- 2007, The Orientalist
- 2005, Sleeper
- 2006, Man of No Importance
- 2007, And in the track of a hundred thousand years, out of the heart of dust Hope sprang again, like greenness
- 2009, 1,000

## Sammlungen
- Whitney Museum of American Art, New York, USA[8]
- Saatchi Gallery, London, Großbritannien
- Museum of Modern Art (MoMA), New York, USA[9]
- New York Public Library, New York, USA
- Metropolitan Museum of Art, New York, USA[10]
- Nerman Museum of Art
- Yale University Art Gallery, New Haven, USA[11]
- Centre Georges-Pompidou, Paris, Frankreich